# New in Town (canção)
"New in Town"  é uma canção da cantora inglesa Little Boots de seu álbum de estréia, Hands.  Escrita por Greg Kurstin e Boots e produzido por Kurstin, a faixa foi lançada como single do álbum em 25 de Maio de 2009 no Reino Unido. A canção foi inspirada nas noites gastas por Boots em Los Angeles gravando o álbum. "New in Town" estreou no UK Singles Chart na décima terceira posição.

## Antecedentes e gravação
"New in Town" foi a primeira música composta por Boots e Greg Kustin em Los Angeles durante a gravação de canções para seu álbum de estréia. De acordo com a Boots, a música é sobre "ser um estranho em um lugar estranho que é divertido, mas também tem um lado escuro, e alguém mostrando-lhe em volta e no final apenas um tipo de desapego.""  Enquanto em Los Angeles, Little Boots se sentiu isolada e solitária. Ela basicamente tirou a inspiração para letra da faixa de várias pessoas estranhas que conheceu e "o lado decadente da vida" na cidade. Ela escolheu a faixa como single do álbum porque "é muito ousada e colorida e realmente não soa como qualquer outra coisa lá fora". "

## Lançamento
No Reino Unido, "New in Town" foi adicionada à Rádio BBC 1 C-List em 23 de abril de 2009. Em maio de 2009, a música foi adicionada à Rádio BBC 1 A-List.
A canção aparece na trilha sonora oficial do filme americano de terror e comédia Garota Infernal de 2009, bem como no segundo episódio da segunda temporada de 90210 (que usou o Fred Falke remix), o primeiro episódio da quarta temporada de Friday Night Lights, o décimo oitavo episódio da quarta temporada de Ugly Betty e o vigésimo segundo episódio de Mercy. A música também foi destaque no promo de The Hills: Final Season.